# Minnesota Satisfaction Questionnaire
Le Minnesota Satisfaction Questionnaire  (ou MSQ) est un questionnaire permettant d'évaluer la satisfaction au travail.

## Le test
Il existe du Minnesota Satisfaction Questionnaire une version courte de 20 items de 1967 et une version longue de 100 items de 1977. La version longue a été publiée sous copyright dans une première version en 1963.
Il est souvent reproché au MSQ d'être trop généraliste. Toutefois, il reste l'un des seuls outils communément utilisés en sciences de gestion et validés en langue française.
Les facettes de la satisfaction sont évaluées à l'aide d'échelles de Likert en cinq points.